# Neymar - O Caos Perfeito
Neymar - O Caos Perfeito é uma série documental da Netflix de 2022 sobre o jogador de futebol profissional brasileiro Neymar. Acompanha a jornada do craque Neymar, desde sua ascensão à fama no Santos, sua jornada na seleção brasileira até sua carreira em clubes europeus. Conheça também um lado pouco explorado da vida pessoal do atleta. Produzido por Lebron James e Maverick Carter, Neymar - O Caos Perfeito também conta com os depoimentos de Bruninho, Daniel Alves, David Beckham, Thiago Silva e Gabriel Medina para explorar ainda mais a vida do futebolista.

## Elenco
- David Beckham
- Neymar
- Lionel Messi
- Kylian Mbappé
- Marquinhos
- Thiago Silva
- Daniel Alves